# Novovolodîmîrivka, Ceaplînka
Novovolodîmîrivka (în ucraineană Нововолодимирівка) este un sat în comuna Pavlivka din raionul Ceaplînka, regiunea Herson, Ucraina.

## Demografie
Componența lingvistică a localității Novovolodîmîrivka
     Ucraineană (65,22%)
     Rusă (10,56%)
     Alte limbi (0,62%)
Conform recensământului din 2001, majoritatea populației localității Novovolodîmîrivka era vorbitoare de ucraineană (65,22%), existând în minoritate și vorbitori de rusă (10,56%) și armeană (2,48%).